# Agrias jactator
Agrias jactator är en fjärilsart som beskrevs av Biedermann 1936. Agrias jactator ingår i släktet Agrias och familjen praktfjärilar. Inga underarter finns listade i Catalogue of Life.